# Мушак (село)
Муша́к (рос. Мушак, удм. Мушег) — село у складі Кіясовського району Удмуртії, Росія.
Населення — 250 осіб (2010; 305 у 2002).
Національний склад:
- росіяни — 52 %
- удмурти — 27 %